# 1243
Високе Середньовіччя •  Золота доба ісламу •  Реконкіста •  Хрестові походи •  Монгольська імперія

## Геополітична ситуація
На території колишньої Візантійської імперії існує кілька держав, зокрема Латинська імперія, Нікейська імперія та Трапезундська імперія. Фрідріх II Гогенштауфен є імператором Священної Римської імперії (до 1250). У Франції править Людовик IX (до 1270).
Апеннінський півострів розділений: північ належить Священній Римській імперії, середню частину займає Папська область, більша частина півдня належить Сицилійському королівству. Деякі міста півночі: Венеція, Піза, Генуя тощо, мають статус міст-республік, частина з яких об'єднана Ломбардською лігою.
Південь Піренейського півострова в руках у маврів. Північну частину півострова займають християнські Кастилія, Леон (Астурія, Галісія), Наварра, Арагонське королівство (Арагон, Барселона) та Португалія. Генріх III є королем Англії (до 1272), а королем Данії — Ерік IV (до 1250).
Ярослав Всеволодович отримав у Золотій Орді ярлик на княжіння на Русі. Новгородська республіка фактично відокремилася. У Польщі період роздробленості. На чолі королівства Угорщина стоїть Бела IV (до 1270).
В Єгипті, Сирії та Палестині править династія Аюбідів, невеликі території на Близькому Сході утримують хрестоносці. У Магрибі розпадається держава Альмохадів. Сельджуки окупували Малу Азію. Монгольська імперія поділена між спадкоємцями Чингісхана. Північний Китай підкорений монголами, на півдні править династія Сун. Делійський султанат є наймогутнішою державою Північної Індії, а на півдні Індії домінує Чола. В Японії триває період Камакура.
Цивілізація мая переживає посткласичний період. Почала зароджуватися цивілізація ацтеків.

## Події
- Ярослав Всеволодович отримав у Золотій Орді ярлик Великого князя всієї Русі, однак Михайло Чернігівський, який сидів у Києві, відмовився визнавати його владу.
- Монголо-татари захопили Коростень.
- Папою римським обрано Іннокентія IV.
- Мусульманська Мурсія стала протекторатом Кастилії.
- Краківським князем став Болеслав V Сором'язливий.
- Розпочалася облога останньої твердині альбігойців замку Монсегюр.
- Монголи завдали поразки військам Конійського султанату в битві під Кесе-дагом.